# Alžběta Ludovika Bavorská
Alžběta Ludovika Bavorská (německy Prinzessin Elisabeth Ludovika von Bayern, nebo také Königin Elisabeth Ludovika von Preußen; 13. listopadu 1801, Mnichov – 14. prosince 1873, Drážďany) byla rodem bavorská princezna a sňatkem s pruským králem Fridrichem Vilémem IV. pruská královna.

## Biografie

### Rodina
Alžběta Ludovika se narodila 13. listopadu roku 1801 jako třetí dítě z druhého manželství bavorského krále
Maxmiliána I. Josefa z rodu Wittelsbachů s bádenskou princeznou Karolinou Frederikou. Jejím dvojčetem byla budoucí saská královna Amálie Augusta, dalšími sestrami Marie Anna, rovněž saská královna, či budoucí rakouská arcivévodkyně, matka císaře Františka Josefa I. Žofie Frederika Bavorská a princezna Ludovika Vilemína, matka rakouské císařovny Alžběty. Mezi jejími nevlastními sourozenci z prvního manželství Maxmiliána Josefa I. byli bavorský král Ludvík I. a císařovna Karolína Augusta, manželka rakouského císaře Františka I.

### Manželství

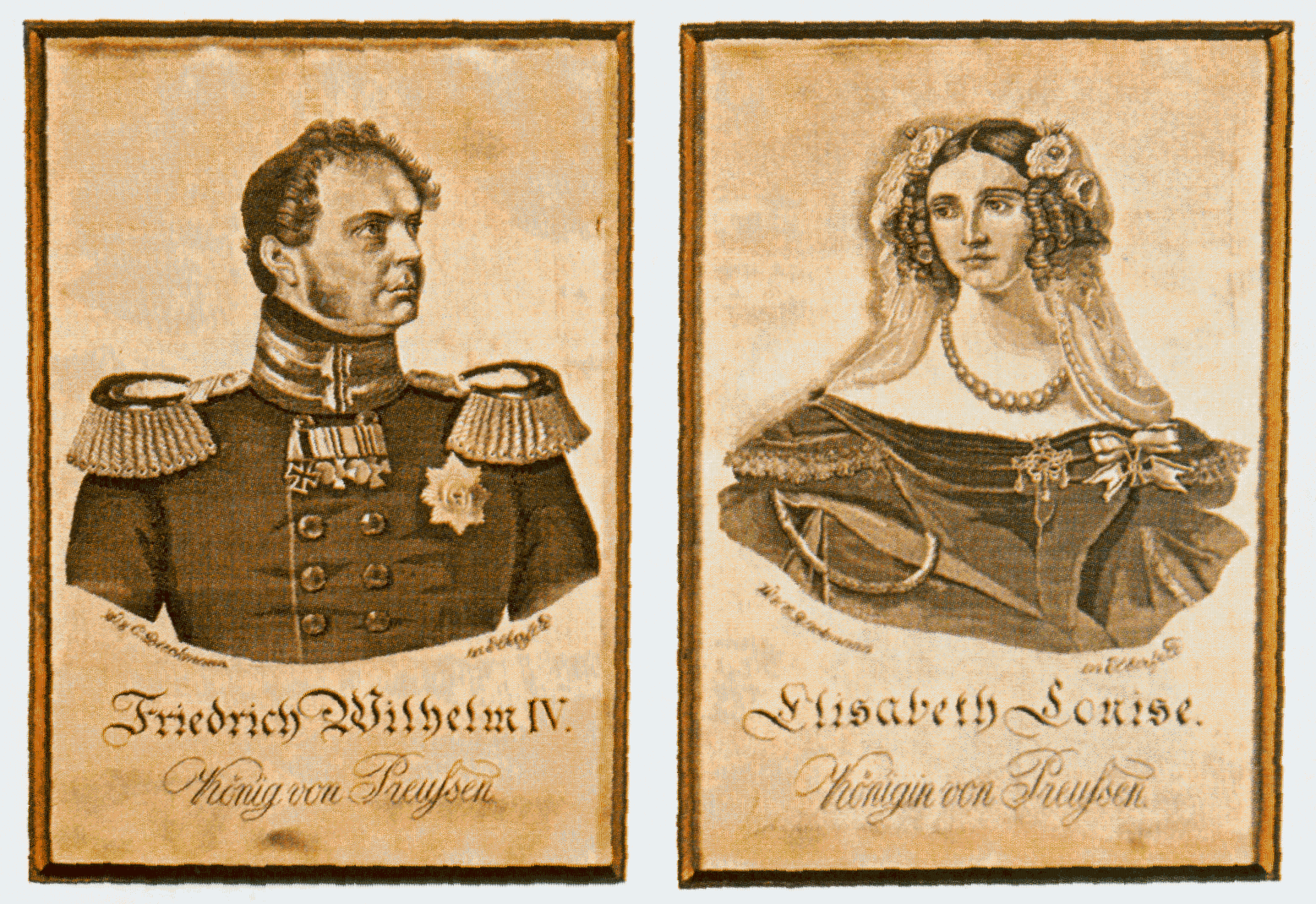
Dvojportrét Fridricha Viléma IV. a Alžběty Ludoviky

Dne 29. listopadu roku 1823 se v Berlíně Alžběta Ludovika provdala za prince Fridricha Viléma, následníka pruského trůnu, který však byl nemocen a neměl naději na potomstvo. Oba však sbližovaly společné zájmy a záliba v umění. Po rozpadu manželství nejmladšího bratra Fridricha Viléma, prince Albrechta, přijali za vlastní jeho nejmladší dceru Alexandrinu (1842–1906). V roce 1830 Alžběta Ludovika, původně katolického vyznání, přešla k protestantské víře.
Když se v roce 1840 stal její manžel pruským králem, nikdy (na rozdíl od své sestry Žofie) se nezapojovala do politiky, aktivní byla pouze v záležitostech udržování dobrých vztahů s rakouským dvorem, jehož součástí byly dvě její sestry a jedna sestřenice.
Byla svému muži dokonalou manželkou a v době jeho dlouhé nemoci oddanou ošetřovatelkou. Po smrti Fridricha Viléma v roce 1861 vedla klidný život v zámcích Sanssouci, Charlottenburg a Stolzenfels, které jí daroval její švagr císař Vilém I. Pruský, jenž si jí velmi vážil a považoval ji za svou dobrou přítelkyni. V té době se věnovala charitativní činnosti na památku svého manžela.
Zemřela v Drážďanech 14. prosince roku 1873, ve svých 72 letech, při návštěvě své sestry Amálie v Sasku. Pohřbena byla po boku svého manžela v Friedenskirche v Postupimi.

## Fotogalerie

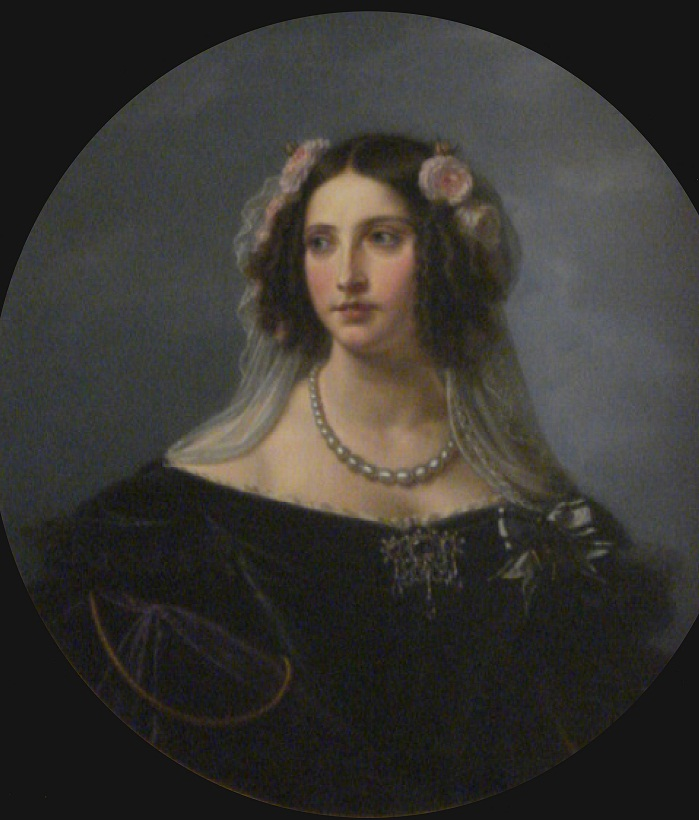
Alžběta Ludovika Bavorská, po roce 1840
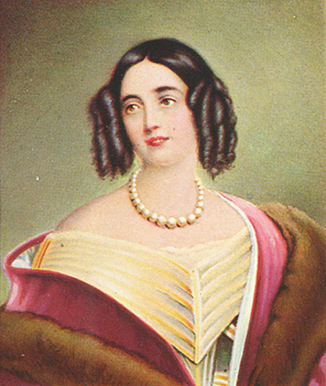
Alžběta Ludovika Bavorská (1843)
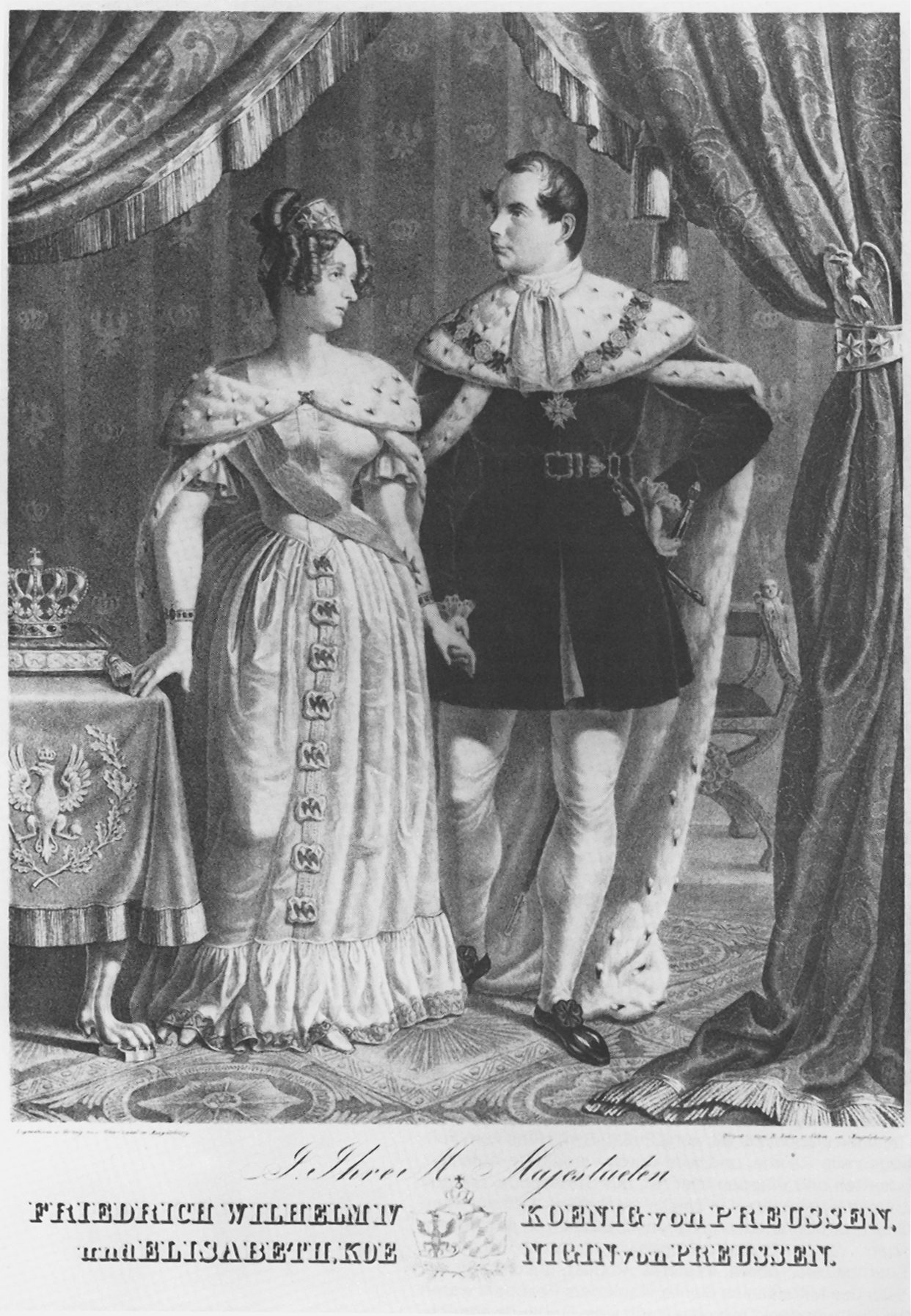
Manželský pár kolem roku 1840
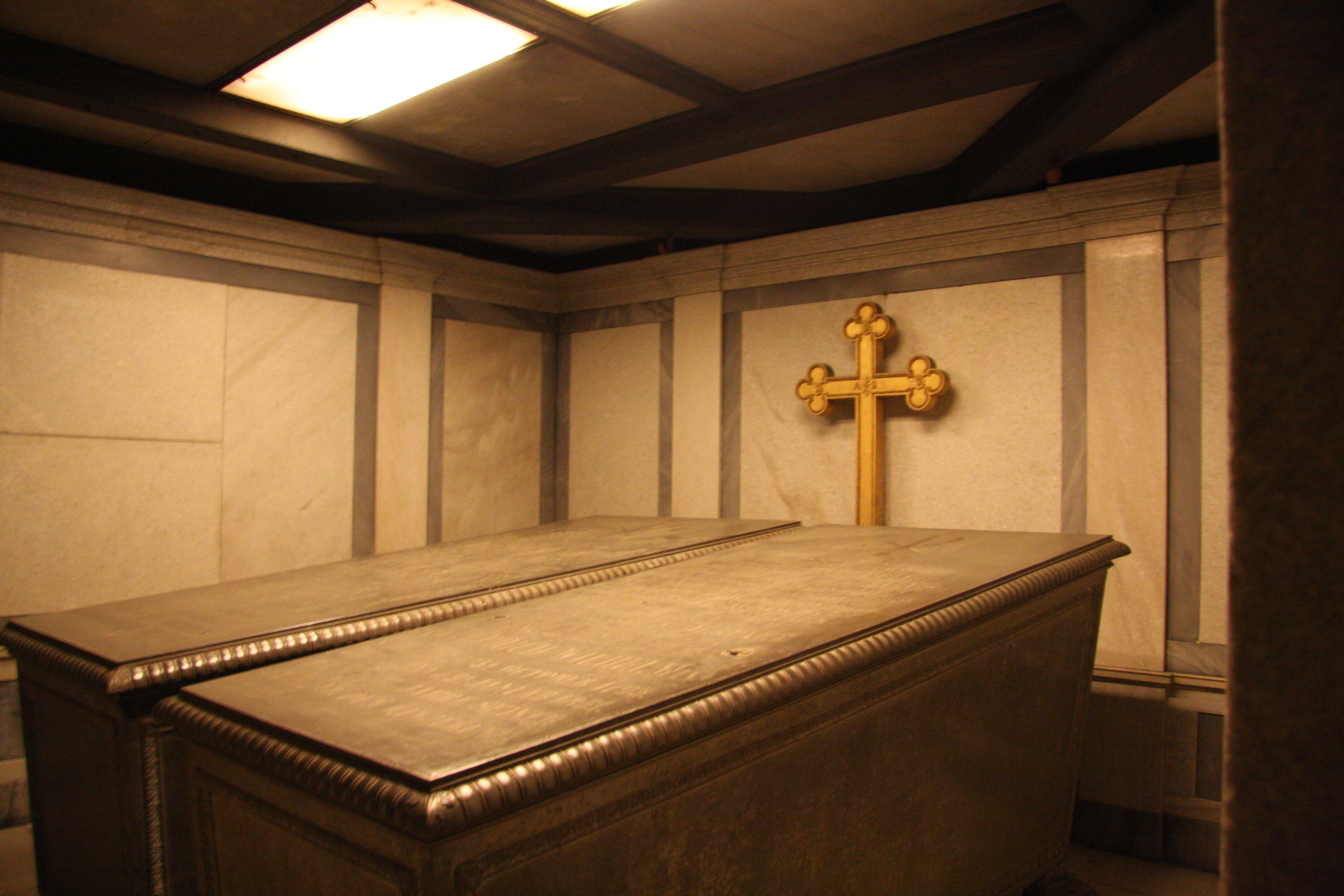
Sarkofágy obou manželů v Postupimi

## Vývod z předků
|                             |                                       |  |                             |                                      |  |  |  |  |  |  |  | Kristián Falcko-Birkenfeldský |
|                             |                                       |  |                             |                                      |  |  |  |  |  |  |  |                               |
|                             | Kristián III. Falcko-Zweibrückenský   |  |                             |                                      |  |  |  |  |  |  |  |                               |
|                             |                                       |  |                             |                                      |  |  |  |  |  |  |  |                               |
|                             |                                       |  |                             | Kateřina Agáta Rappoltsteinská       |  |  |  |  |  |  |  |                               |
|                             |                                       |  |                             |                                      |  |  |  |  |  |  |  |                               |
|                             | Fridrich Michal Falcko-Zweibrückenský |  |                             |                                      |  |  |  |  |  |  |  |                               |
|                             |                                       |  |                             |                                      |  |  |  |  |  |  |  |                               |
|                             |                                       |  |                             | Ludvík Krato Nasavsko-Saarbrückenský |  |  |  |  |  |  |  |                               |
|                             |                                       |  |                             |                                      |  |  |  |  |  |  |  |                               |
|                             | Karolína Nasavsko-Saarbrückenská      |  |                             |                                      |  |  |  |  |  |  |  |                               |
|                             |                                       |  |                             |                                      |  |  |  |  |  |  |  |                               |
|                             |                                       |  |                             | Filipína Henrieta z Hohenlohe        |  |  |  |  |  |  |  |                               |
|                             |                                       |  |                             |                                      |  |  |  |  |  |  |  |                               |
|                             | Maxmilián I. Josef Bavorský           |  |                             |                                      |  |  |  |  |  |  |  |                               |
|                             |                                       |  |                             |                                      |  |  |  |  |  |  |  |                               |
|                             |                                       |  |                             | Teodor Eustach Falcko-Sulzbašský     |  |  |  |  |  |  |  |                               |
|                             |                                       |  |                             |                                      |  |  |  |  |  |  |  |                               |
|                             | Josef Karel Falcko-Sulzbašský         |  |                             |                                      |  |  |  |  |  |  |  |                               |
|                             |                                       |  |                             |                                      |  |  |  |  |  |  |  |                               |
|                             |                                       |  |                             | Marie Eleonora Hesensko-Rotenburská  |  |  |  |  |  |  |  |                               |
|                             |                                       |  |                             |                                      |  |  |  |  |  |  |  |                               |
|                             | Marie Františka Falcko-Sulzbašská     |  |                             |                                      |  |  |  |  |  |  |  |                               |
|                             |                                       |  |                             |                                      |  |  |  |  |  |  |  |                               |
|                             |                                       |  |                             | Karel III. Filip Falcký              |  |  |  |  |  |  |  |                               |
|                             |                                       |  |                             |                                      |  |  |  |  |  |  |  |                               |
|                             | Alžběta Augusta Falcko-Neuburská      |  |                             |                                      |  |  |  |  |  |  |  |                               |
|                             |                                       |  |                             |                                      |  |  |  |  |  |  |  |                               |
|                             |                                       |  |                             | Ludvika Karolina Radziwiłłova        |  |  |  |  |  |  |  |                               |
|                             |                                       |  |                             |                                      |  |  |  |  |  |  |  |                               |
| 'Alžběta Ludovika Bavorská' |                                       |  |                             |                                      |  |  |  |  |  |  |  |                               |
|                             |                                       |  |                             |                                      |  |  |  |  |  |  |  |                               |
|                             |                                       |  | Fridrich Bádensko-Durlašský |                                      |  |  |  |  |  |  |  |                               |
|                             |                                       |  |                             |                                      |  |  |  |  |  |  |  |                               |
|                             | Karel Fridrich Bádenský               |  |                             |                                      |  |  |  |  |  |  |  |                               |
|                             |                                       |  |                             |                                      |  |  |  |  |  |  |  |                               |
|                             |                                       |  |                             | Amálie Nasavsko-Dietzská             |  |  |  |  |  |  |  |                               |
|                             |                                       |  |                             |                                      |  |  |  |  |  |  |  |                               |
|                             | Karel Ludvík Bádenský                 |  |                             |                                      |  |  |  |  |  |  |  |                               |
|                             |                                       |  |                             |                                      |  |  |  |  |  |  |  |                               |
|                             |                                       |  |                             | Ludvík VIII. Hesensko-Darmstadtský   |  |  |  |  |  |  |  |                               |
|                             |                                       |  |                             |                                      |  |  |  |  |  |  |  |                               |
|                             | Karolína Luisa Hesensko-Darmstadtská  |  |                             |                                      |  |  |  |  |  |  |  |                               |
|                             |                                       |  |                             |                                      |  |  |  |  |  |  |  |                               |
|                             |                                       |  |                             | Šarlota z Hanau-Lichtenbergu         |  |  |  |  |  |  |  |                               |
|                             |                                       |  |                             |                                      |  |  |  |  |  |  |  |                               |
|                             | Karolína Frederika Vilemína Bádenská  |  |                             |                                      |  |  |  |  |  |  |  |                               |
|                             |                                       |  |                             |                                      |  |  |  |  |  |  |  |                               |
|                             |                                       |  |                             | Ludvík VIII. Hesensko-Darmstadtský   |  |  |  |  |  |  |  |                               |
|                             |                                       |  |                             |                                      |  |  |  |  |  |  |  |                               |
|                             | Ludvík IX. Hesensko-Darmstadtský      |  |                             |                                      |  |  |  |  |  |  |  |                               |
|                             |                                       |  |                             |                                      |  |  |  |  |  |  |  |                               |
|                             |                                       |  |                             | Šarlota z Hanau-Lichtenbergu         |  |  |  |  |  |  |  |                               |
|                             |                                       |  |                             |                                      |  |  |  |  |  |  |  |                               |
|                             | Amálie Hesensko-Darmstadtská          |  |                             |                                      |  |  |  |  |  |  |  |                               |
|                             |                                       |  |                             |                                      |  |  |  |  |  |  |  |                               |
|                             |                                       |  |                             | Kristián III. Falcko-Zweibrückenský  |  |  |  |  |  |  |  |                               |
|                             |                                       |  |                             |                                      |  |  |  |  |  |  |  |                               |
|                             | Karolína Falcko-Zweibrückenská        |  |                             |                                      |  |  |  |  |  |  |  |                               |
|                             |                                       |  |                             |                                      |  |  |  |  |  |  |  |                               |
|                             |                                       |  |                             | Karolína Nasavsko-Saarbrückenská     |  |  |  |  |  |  |  |                               |
|                             |                                       |  |                             |                                      |  |  |  |  |  |  |  |                               |